# ميرنا مازيتش
ميرنا مازيتش (بالكرواتية: Mirna Mazić) مواليد 24 ديسمبر 1985 في زغرب، جمهورية يوغوسلافيا الاشتراكية الاتحادية، هي لاعبة كرة سلة كرواتية. مثلت منتخب بلادها. شاركت في دورة الألعاب الأولمبية الصيفية سنة 2012. حققت المركز الثالث في كرة السلة في ألعاب البحر الأبيض المتوسط 2009.

## المسيرة الاحترافية
لعبت مع نادي نوفي زغرب لكرة السلة من سنة 2011 إلى 2013، ثم لعبت مع نادي غوسبيتش لكرة السلة للسيدات في موسم 2010–2011، ثم لعبت مع نادي نوفي زغرب لكرة السلة من سنة 2011 إلى 2013.

## الميداليات
| الميدالية | المسابقة                                     |
| --------- | -------------------------------------------- |
| برونزية   | كرة السلة في ألعاب البحر الأبيض المتوسط 2009 |

## روابط خارجية
- ميرنا مازيتش على موقع الاتحاد الدولي لكرة السلة (الإنجليزية)
- ميرنا مازيتش على موقع كرة السلة الأوروبية.كوم (الإنجليزية)
- ميرنا مازيتش على موقع كلية كرة السلة في سبورتس رفرنس.كوم (الإنجليزية)
- ميرنا مازيتش على موقع بروبوليرز (الإنجليزية)
- ميرنا مازيتش على موقع سبورتس رفرنس (الإنجليزية)
- ميرنا مازيتش على موقع اللجنة الأولمبية الدولية (الإنجليزية)
- ميرنا مازيتش على موقع أوليمبيديا (الإنجليزية)
- ميرنا مازيتش على موقع اللجنة الأولمبية الكرواتية (مؤرشف) (الكرواتية)